# Cheiracanthium jorgeense
Cheiracanthium jorgeense là một loài nhện trong họ Miturgidae.
Loài này thuộc chi Cheiracanthium. Cheiracanthium jorgeense được Jörg Wunderlich miêu tả năm 2008.